# Звонце (Бабушница)
Звонце (буг. Звонци) је насеље у Србији у општини Бабушница у Пиротском округу. Према попису из 2022. било је 124 становника.
Звонце је познато по геотермалном извору па се често по њему зове Звоначка бања.

## Звоначка Бања
Најзначајнији је туристички центар у општини Бабушница. Налази се на 28 km источно од Бабушнице. Отприлике исто толико има и од Пирота, односно 14 km путем ка Димитровграду (то је пут Ниш – Софија), а затим још 14 km долином реке Јерме. Ова бања налази се на 680 метара надморске висине на изузетно атрактивној планинској локацији, а пре свега позната је по свом благотворном утицају на нервни систем човека и питком лековитом минералном водом температуре 28°C. Хотел Мир има два отворена и један затворен базен.

## Демографија
У насељу Звонце живи 224 пунолетна становника, а просечна старост становништва износи 48,7 година (46,8 код мушкараца и 50,7 код жена). У насељу има 100 домаћинстава, а просечан број чланова по домаћинству је 2,54.
Ово насеље је углавном насељено Бугарима (према попису из 2002. године), а у последња три пописа, примећен је пад у броју становника.
|  |

| Демографија | Демографија | Демографија |
| Година      | Становника  | Становника  |
| ----------- | ----------- | ----------- |
| 1948.       | 587         |             |
| 1953.       | 538         |             |
| 1961.       | 585         |             |
| 1971.       | 439         |             |
| 1981.       | 381         |             |
| 1991.       | 332         | 325         |
| 2002.       | 254         | 257         |
| 2011.       | 191         |             |
| 2022.       | 124         |             |

| Година пописа     | 1948. | 1953. | 1961. | 1971. | 1981. | 1991. | 2002. |
| ----------------- | ----- | ----- | ----- | ----- | ----- | ----- | ----- |
| Број домаћинстава | 93    | 98    | 146   | 135   | 124   | 125   | 100   |

| Број чланова      | 1  | 2  | 3  | 4  | 5 | 6 | 7 | 8 | 9 | 10 и више | Просек |
| ----------------- | -- | -- | -- | -- | - | - | - | - | - | --------- | ------ |
| Број домаћинстава | 20 | 42 | 15 | 14 | 6 | 2 | 1 | 0 | 0 | 0         | 2,54   |

| Пол    | Укупно | Неожењен/Неудата | Ожењен/Удата | Удовац/Удовица | Разведен/Разведена | Непознато |
| ------ | ------ | ---------------- | ------------ | -------------- | ------------------ | --------- |
| Мушки  | 119    | 31               | 82           | 4              | 2                  | 0         |
| Женски | 115    | 14               | 79           | 19             | 2                  | 1         |
| УКУПНО | 234    | 45               | 161          | 23             | 4                  | 1         |

| Пол    | Укупно                    | Пољопривреда, лов и шумарство | Рибарство                            | Вађење руде и камена | Прерађивачка индустрија       |
| ------ | ------------------------- | ----------------------------- | ------------------------------------ | -------------------- | ----------------------------- |
| Мушки  | 36                        | 8                             | 0                                    | 0                    | 3                             |
| Женски | 18                        | 6                             | 0                                    | 0                    | 2                             |
| УКУПНО | 54                        | 14                            | 0                                    | 0                    | 5                             |
| Пол    | Производња и снабдевање   | Грађевинарство                | Трговина                             | Хотели и ресторани   | Саобраћај, складиштење и везе |
| Мушки  | 0                         | 4                             | 6                                    | 2                    | 5                             |
| Женски | 0                         | 0                             | 1                                    | 3                    | 0                             |
| УКУПНО | 0                         | 4                             | 7                                    | 5                    | 5                             |
| Пол    | Финансијско посредовање   | Некретнине                    | Државна управа и одбрана             | Образовање           | Здравствени и социјални рад   |
| Мушки  | 0                         | 0                             | 0                                    | 3                    | 4                             |
| Женски | 0                         | 0                             | 1                                    | 2                    | 3                             |
| УКУПНО | 0                         | 0                             | 1                                    | 5                    | 7                             |
| Пол    | Остале услужне активности | Приватна домаћинства          | Екстериторијалне организације и тела | Непознато            | Непознато                     |
| Мушки  | 0                         | 0                             | 0                                    | 1                    | 1                             |
| Женски | 0                         | 0                             | 0                                    | 0                    | 0                             |
| УКУПНО | 0                         | 0                             | 0                                    | 1                    | 1                             |

| Етнички састав према попису из 2002.‍ | Етнички састав према попису из 2002.‍ | Етнички састав према попису из 2002.‍ | Етнички састав према попису из 2002.‍ | Етнички састав према попису из 2002.‍ |
| ------------------------------------ | ------------------------------------ | ------------------------------------ | ------------------------------------ | ------------------------------------ |
|                                      |                                      |                                      |                                      |                                      |
| Бугари                               | Бугари                               |                                      | 198                                  | 77,95%                               |
| Срби                                 | Срби                                 |                                      | 43                                   | 16,92%                               |
| Муслимани                            | Муслимани                            |                                      | 1                                    | 0,39%                                |
| непознато                            | непознато                            |                                      | 10                                   | 3,93%                                |

| Етнички састав према попису из 2022.‍ | Етнички састав према попису из 2022.‍ | Етнички састав према попису из 2022.‍ | Етнички састав према попису из 2022.‍ | Етнички састав према попису из 2022.‍ |
| ------------------------------------ | ------------------------------------ | ------------------------------------ | ------------------------------------ | ------------------------------------ |
|                                      |                                      |                                      |                                      |                                      |
| Бугари                               | Бугари                               |                                      | 72                                   | 58,1%                                |
| Срби                                 | Срби                                 |                                      | 32                                   | 25,8%                                |
| неизјашњени                          | неизјашњени                          |                                      | 6                                    | 4,8%                                 |
| непознато                            | непознато                            |                                      | 12                                   | 9,7%                                 |

## Галерија
- Основна школа "Братство" (2019.г.)
- Табла на школи "Братство" (2022.г.)
- Некада војна зграда, млекара и пекара (2019.г.)
- Пут за Звоначку бању
- Зграда "Културно информативног центра бугарске мањине" (2022.г.)
- Зграда из 1956. године у којој је сада МУП и Пошта